# Vibrio
Rod Vibrio patří do čeledi Vibrionaceae, kam patří rody Vibrio a Photobacterium. Jsou to fakultativně anaerobní gramnegativní zakřivené tyčinky patřící mezi nesporulující bakterie. Od čeledi Enterobacteriaceae se liší polárním umístěním bičíků a positivní oxidázovou reakcí.
Inkubační doba tohoto rodu je 12-72 hodin a očkuje se proti ní perorální nebo intramuskulární vakcínou.

## Základní charakteristika
Všechny druhy jsou pohyblivé a k pohybu používají bičík (flagellum). Díky svému rychlému pohybu dostal tento rod jméno Vibrio. Mají fermentativní a respiratorní metabolismus. Některé druhy, například Vibrio fischeri, jsou díky enzymu luciferáze schopné bioluminiscence, způsobují tzv. světélkování moře. Žijí převážně v tropických a subtropických oblastech, buď volně ve slané vodě, ale můžeme je najít i ve sladkých vodách, nebo v soužití s mořskými živočichy, kde figurují jako symbionti, ale i jako paraziti. Nejčastěji se nacházejí v přístavech. Vibria jsou také často lidskými patogeny. Mezi ně patří například V. cholerae, V. parahaemolyticus a V. vulnificus. K nákaze dochází většinou po pozření nedovařených mořských plodů, zejména ústřic, nebo po požití kontaminované vody, což může vyústit v gastroenteritidy nebo celkové sepse. Přenos je možný také z člověka na člověka fekálně-orální cestou. Volně žijící patogenní vibria se mohou dostat do otevřených ran a vyvolat tak zánětlivou reakci.